# 朗斯站
朗斯站，是法国的一个铁路车站，位于法国北部城市朗斯。

## 位置
朗斯站位于朗斯市区的中部，老城区西南。车站大致呈东南-西北走向，开口朝东北。

## 车站历史
朗斯站最初建于1861年，现有的站房建成于1927年，由法国建筑师于尔班·卡桑（Urbain Cassin）设计。朗斯站以其23米高的钟楼而闻名。在20世纪初时，因朗斯附近存在大量的地下煤矿并形成了采空区，使得朗斯站的修建和保护成为了一个技术性的难题。1984年，朗斯站成为法国国家文物保护单位；2012年，朗斯站被列入《世界文化遗产》名录。

## 停靠线路
以下列车线路在朗斯站停靠：
| 朗斯站列车线路表          |      |               |                            |                 |
| 线路                      | 车种 | 上一站        | 下一站                     | 大致运行频率    |
| 巴黎—阿兹布鲁克/敦刻尔克  | TGV  | 阿拉斯        | 贝蒂讷                     | 每天3趟左右     |
| 朗斯—里尔（经栋桑甘站）   | TER  | （起点）      | 萨洛明                     | 每天3~10趟      |
| 朗斯—里尔（经利贝库尔站） | TER  | （起点）      | 萨洛明桥/比利蒙提尼        | 每天8~17趟      |
| 朗斯→里尔（经里贝库尔站） | TER  | （起点）      | 里尔（直达）               | 每天1趟         |
| 朗斯—杜埃/瓦朗谢讷        | TER  | （起点）      | 萨洛明桥                   | 每天1~6趟       |
| 阿拉斯→敦刻尔克           | TER  | 阿拉斯        | 贝蒂讷                     | 每天1趟（单向） |
| 阿拉斯]—贝蒂讷/阿兹布鲁克 | TER  | 阿拉斯/阿维永 | 洛桑戈埃勒/列万/布里格勒奈 | 每天22趟左右    |
| 1. 2.                     |      |               |                            |                 |

## 配套交通

### 长途客运
| 停靠朗斯的大巴车 |          |                                                                    |
| 上下车地点       | 运营单位 | 主要目的地                                                         |
| Route de Béthune | Flixbus  | 巴黎                                                               |
| 朗斯站门口       | SNCF     | 当某条铁路线施工或罢工时，SNCF可能会提供途径该线路沿途站点的大巴车 |
| 1. 2. 3. 4.      |          |                                                                    |

### 市内交通
| 朗斯站附近的市内公交线路 |            | |
| 公交车站名称             | 位置       | 停靠线路 |
| Lens Gare Bus            | 朗斯站门口 | 1路（BuLLE 1）、3路（BuLLE 3）、 11路、13路、21路、22路、23路、33路、35路、37路、39路、40路、41A路、41B路、51路、57路、59路 |
| 1.                       |            | |

## 临近车站
| 朗斯站（Gare de Lens）         |                      |              |
| 上行车站                       | 线路                 | 下行车站     |
| 阿维永站                       | 阿拉斯－敦刻尔克铁路 | 洛桑戈埃勒站 |
| （起点）                       | 朗斯－栋桑甘铁路     | 萨洛明站     |
| （起点）                       | 朗斯－奥斯梯库尔铁路 | 萨洛明桥站   |
| - 本表仅显示运营中的线路及车站 |                      |              |